# Monique de Bissy
Pour les articles homonymes, voir Bissy.
Monique de Bissy est une résistante franco-belge née le 13 mars 1923 à Schaerbeek (Belgique) et morte le 17 novembre 2009 à Rouet (France),,.

## Biographie

### Famille
Issu d'une famille catholique légitimiste, son père, Stéphane de Bissy, est envoyé en Belgique pour réaliser ses études au château d'Antoing à la suite de Loi de séparation des Églises et de l'État de 1905. Il y rencontre, comme lycéen, le Général de Gaulle qui, pour les mêmes raisons, a lui aussi été envoyé par sa famille comme pensionnaire chez les jésuites belges. Durant ses années d'études en Wallonie, Stéphane de Bissy rencontre Germaine Moreau de Bellaing.
De retour en France en Sologne à Villeherviers, berceau familial, Stéphane de Bissy est mobilisé le 4 août 1914 au sein du 113e régiment d'infanterie de Romorantin avec son frère cadet Urbain. Blessé dès les premiers jours de guerre, le 22 août 1914, à Signeulx, il est fait prisonnier et part en camp de détention en Allemagne. Urbain est tué à l'ennemi en Argonne au ravin des Meurissons le 7 janvier 1915. 
À la fin de la guerre, Stéphane de Bissy retourne en Belgique et épouse Germaine Moreau de Bellaing. Le couple a quatre enfants : Étienne (1920), Margueritte (1922), Monique (1923) et Gaëtan (1926). La famille est installée à Rekem à la frontière belgo-néerlandaise (à 9 km de Maastricht) lorsque l'Allemagne envahit la Belgique en mai 1940.

### La guerre
Face à l'avancée des troupes allemandes, la famille fuit en France dès les premiers jours de combats. Arrivée à Saintes, chez des amis, elle y restera jusqu'à la signature de l'armistice du 22 juin. 
De retour en Belgique en septembre 1940 avec sa famille, Monique de Bissy, âgée de 18 ans, s'engage comme infirmière pour la Croix Rouge au sein de l'hôpital de Maastricht. 
Bénéficiant de laissez-passer entre la Belgique et les Pays-Bas au titre de son activité d'infirmière résident dans un pays mais travaillant dans l'autre, et convaincue par l'appel du général de Gaulle du 18 Juin, elle s'engage avec sa sœur Marguerite, aussi infirmière, dans la Résistance au sein du réseau « Brigade blanche ». Son frère, Étienne, a été de son côté fait prisonnier de guerre lors de la Campagne de France et a été envoyé en détention en Allemagne. Gaëtan, le benjamin de la famille, est pour sa part encore lycéen à Bruxelles. 
Grâce à sa mobilité transfrontière, elle devient messager pour la Résistance et fait passer en vélo de nombreux documents d'un réseau de résistance à l'autre. À partir de 1943, elle participe à l'exfiltration vers l'Espagne de dix-neuf pilotes alliés dont les avions avaient été abattus au-dessus des environs de Liège au sein des réseaux « Ailes Brisées » puis « Comète ». 
Dénoncée en avril 1944, elle est incarcérée dans la prison de la Sicherheitspolizei (SIPO) à Maastricht aux Pays-Bas où elle subit de nombreux interrogatoires. Elle est libérée par l'armée canadienne en août 1944 après quatre mois d'isolement sans avoir jamais dénoncé aucun membre de son réseau.
Elle s'engage alors volontairement dans l’armée française à Thomery près de Fontainebleau en qualité d'aide-soignante où elle servira jusqu'à la fin de la guerre.

### L'après-guerre

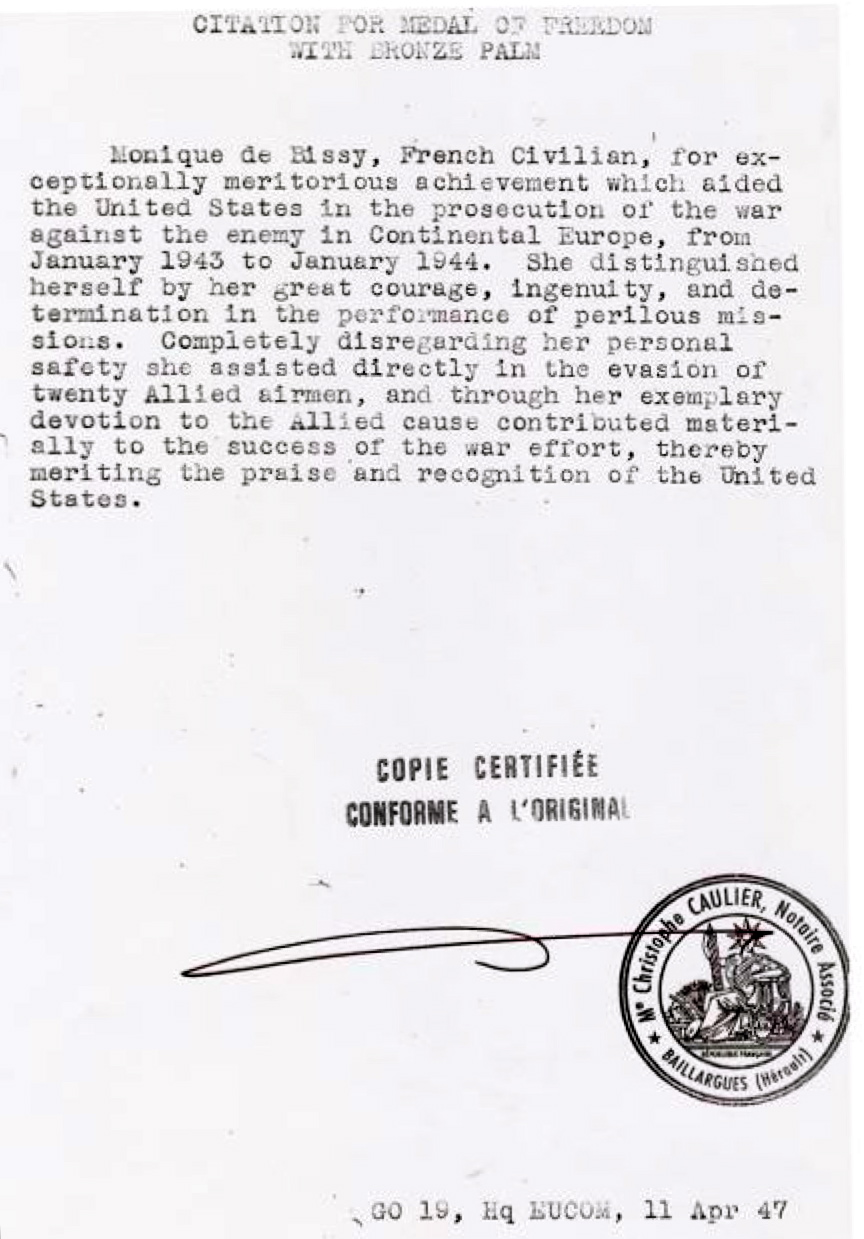
Citation pour la Medal of Freedom (1947).

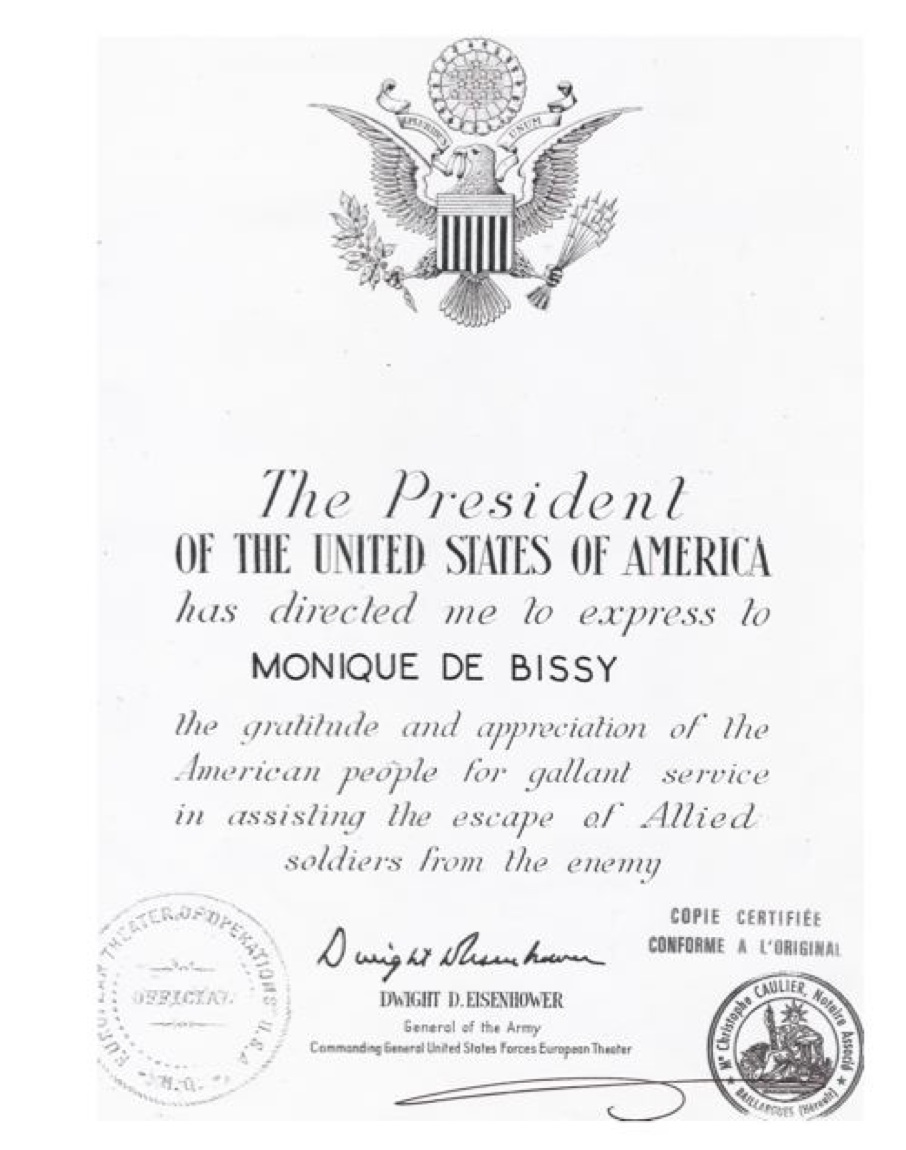
Gratitude exprimée par le Général Eisenhower pour le Président des États-Unis (1949).

Monique de Bissy exerce ensuite son métier d'infirmière bénévolement dans des dispensaires au Congo belge jusqu'à l'indépendance en 1960, puis à Montpellier, dans le sud de la France, où elle s'installe en 1970.
Elle fonde le Groupe Campus de Bissy dans les années 1980 avec son gendre Yves de Redon.
Elle repose à Villeherviers (Loir-et-Cher) dans la chapelle familiale.

## Vie familiale
Monique de Bissy se marie en septembre 1946 avec le jonkheer Gerrit J.A. Schimmelpenninck (lieutenant de cavalerie néerlandais) tué au combat dans les Indes néerlandaises peu de temps après lors de la guerre d'indépendance d'Indonésie (1947). De ce premier mariage, elle garde un fils posthume : Gérard (1947). 
Veuve à 26 ans, elle se remarie en 1955 avec Paul Vliers et donne naissance à deux filles : Sonia (1956) et Joëlle (1958). Elle est la grand-mère du Professeur Louis de Redon.

## Décorations
- Médaille de la résistance armée 1940-1945 (Belgique)
- Médaille commémorative de la guerre 1940-1945 avec « Lion de Belgique » (Belgique)
- King's Medal for Courage in the Cause of Freedom (Royaume-Uni)
- Médaille de la Liberté avec palme de Bronze (États-Unis) en 1947
- Chevalier de la Légion d'honneur (France) en 2009[4],[5]
- Médaille de la Résistance française[réf. nécessaire] (France)